# OnlyFans
OnlyFans is een Britse website waarbij iemand tegen een maandelijkse betaling abonnees toegang kan bieden tot persoonlijk beeldmateriaal. De site werd in 2016 opgericht. In 2021 wordt het door 130 miljoen mensen gebruikt.
Content creators kunnen via de website geld verdienen aan gebruikers die zich inschrijven, de zogeheten "fans". Content creators kunnen onder andere geld verdienen door gebruikers die abonnementen voor hun profiel afsluiten, of door weergaven op zelfgekozen betaalde bijdragen. De dienst is in de jaren 2020 populair bij met name sekswerkers, maar er wordt ook werk getoond van andere makers, zoals fitness experts en musici. De site toont ook semi-pornografisch of pornografisch materiaal van mensen die buiten de pornobranche bekend zijn. Het gebruik van de site kan voor deze mensen erg lucratief zijn.
Wegens de toenemende druk van bankpartners en betalingsproviders kondigde het bedrijf aan dat vanaf oktober 2021 het tonen van expliciete seks, echt of gesimuleerd, verboden zou worden (naakt mag nog wel, behalve in het geval van het "op extreme of aanstootgevende wijze" tonen van de anus of de genitaliën; ook mag tongzoenen nog en de beelden mogen nog wel sexy zijn). De beslissing werd met verontwaardiging  ontvangen door makers en consumenten van OnlyFans. 
Naar aanleiding van de aangekondigde wijziging overwogen veel creators die hierdoor getroffen zouden worden over te stappen naar bestaande en nieuwe alternatieven voor OnlyFans. Verder werd geopperd dat sites niet meer afhankelijk zijn van banken en betaalproviders als betaald wordt met cryptogeld. Zes dagen na de eerste aankondiging verklaarde OnlyFans dat zij de beslissing zou terugdraaien en dat volwassen inhoud onbeperkt toegestaan zou blijven op de site, onder vermelding van het feit dat zij "de noodzakelijke garanties hadden veiliggesteld" om dit te kunnen doen.
Fans betalen aan Fenix International, die 20% aan provisie inhoudt en de overige 80% doorgeeft aan de maker.
Het bedrijf heeft van 2017 tot 2020 20% btw betaald over de provisie, maar het Hof van Justitie van de Europese Unie oordeelde in maart 2023 dat het bedrijf belasting had moeten betalen over de volledige inkomsten, en dit dus alsnog moet betalen over de aan de makers doorgegeven bedragen. De btw-regeling na de Brexit staat hier los van. Verwacht wordt dat het percentage dat de makers krijgen van het bedrag dat de fans betalen lager wordt (als compensatie voor de tegenvaller voor het bedrijf indien de extra btw niet verhaald kan worden op de fans of de makers van toen, en/of voor de toekomst door een hogere provisie voor het bedrijf of betaling van btw door de fans als volgens de Britse btw-regels hetzelfde geldt als wat nu bepaald is voor de EU).

## Bekende content creators
- Lotte van Eijk[14]
- Ferry Doedens[4]
- Anna Bron[15]